# Instituto Superior Cristal
Das Instituto Superior Cristal ISC ist eine private Hochschule in der osttimoresischen Landeshauptstadt Dili. Sie befindet sich im Stadtteil Alto Balide im Suco Mascarenhas.
Das ISC wurde am 5. November 2001 gegründet und ist seit 2008 von der Agência Nacional para a Avaliação e Acreditação Académica (ANAAA) als Hochschule akkreditiert. 2015 wurde die Akkreditierung bestätigt. Betreiber ist die Kristal Foundation, eine der größten Bildungsinstitutionen mit christlichem Hintergrund in Osttimor. Gründer war Frederico Almeida Santos da Costa, der bis zu seinem Tode 2020 auch Präsident der Stiftung war. Vize-Vorsitzender war bis dato Anselmo da Conceição.

## Fakultäten und Abteilungen
Das Institut Superior Cristal hat zwei Fakultäten: Die Fakultät für Lehrerbildung und Erziehung (Fakultät für Lehrer), mit dem Dekan Abrão Pereira, und die Fakultät für Gesundheitswissenschaften und -bildung, mit dem Dekan Paulo Lopes. Die beiden Fakultäten bestehen aus mehreren Abteilungen:
- Fakultät für Lehrerbildung und Erziehung
  - Mathematik
  - Chemie
  - Wirtschaftswissenschaften und Rechnungswesen
  - Englisch
  - Physik
  - Portugiesisch
  - Psychologie
  - Soziologie
  - Biologie
  - Kooperation
  - IT

- Fakultät für Gesundheitswissenschaften und -bildung
  - Krankenpflege
  - Hebammenwesen

## Absolventen
- Fausto Freitas da Silva (* 1963), Politiker[7]